# Epinétron

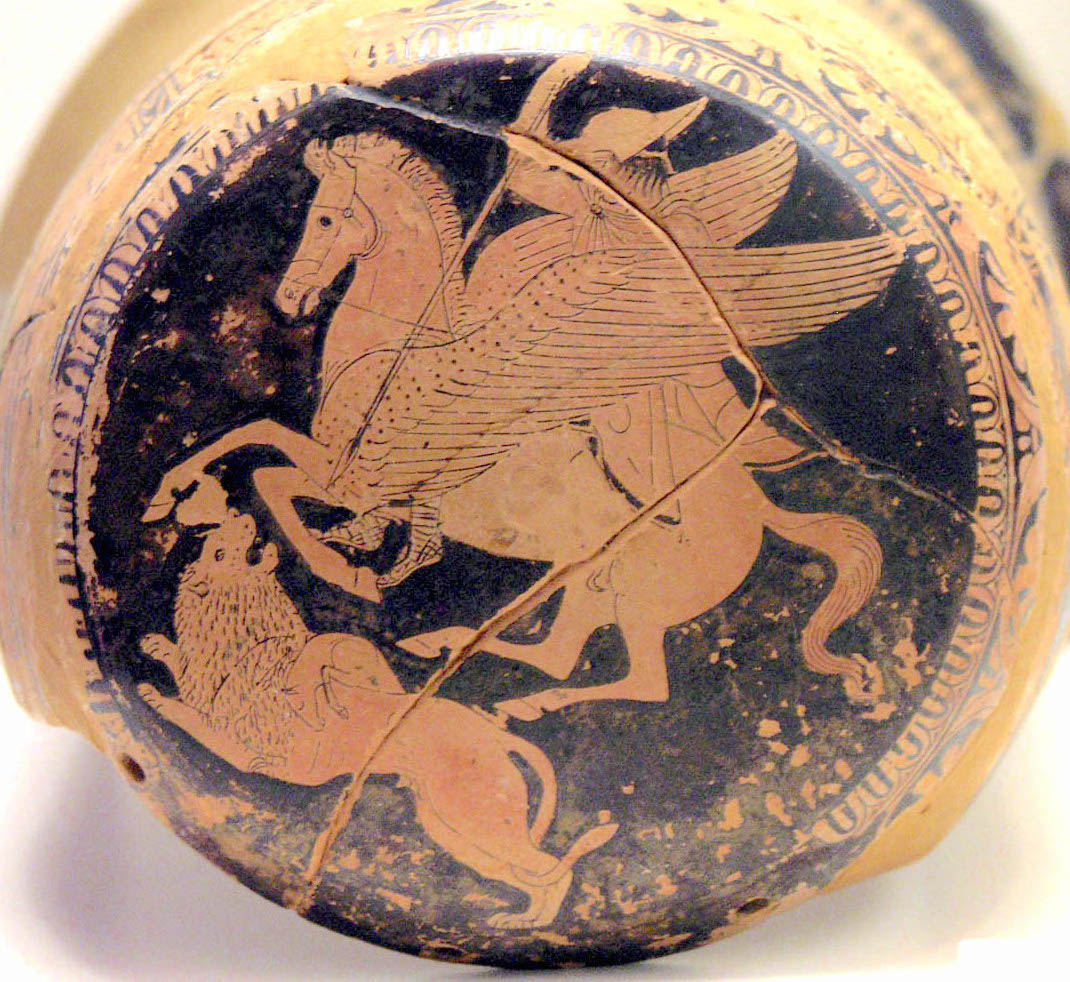
Podstavec epinetra pocházejícího z Athén

Epinétron (řecky έπίνητρον, 2. pád a plurál - epinétra) byla starověká řecká attická ženská nádoba používaná při tkaní. Ženy si ji umísťovaly na klín, aby jim tuk z vlny nepotřísnil oblečení. Jejich produkce v attických hrnčířských dílnách trvala od konce 6. století př. n. l. až po počátek 4. století př. n. l. Stala se vzorem pro mnoho imitací pocházejících například z ostrova Rhodu.
Zdobená epinétra byla umísťována na hroby nevdaných žen nebo obětována v chrámech a svatyních, obvykle bohyni Artemidě.
Často bývala darována jako zásnubní dar zdobený hlavou bohyně Afrodity. Jejich výzdoba malbami byla především černofigurová, v pozdějším období se objevily i červenofigurové dekorace. Jejich obvyklými motivy byly ornamentální motivy, ženy při tkaní nebo postavy Amazonek.